# Abi Kusno Nachran
Abi Kusno Nachran (* ca. 1940 in Kalimantan, Indonesien; † 24. Juli 2006) war ein indonesischer Aktivist für den Schutz der tropischen Regenwälder.

## Leben
Abi Kusno Nachran wuchs beim Volk der Dayak im Regenwald von Zentral-Kalimantan/Borneo auf. Als junger Mann verließ er sein Dorf, um zu studieren. Nach dem Abbruch des Studiums arbeitete er in der Verwaltung der Stadt Pangkalanbun, wobei er an der dort verbreiteten Korruption teilhatte und auch daran beteiligt war, illegale Abholzungen zu decken.
Nach seiner Pilgerfahrt nach Mekka begann er sich jedoch für sein Verhalten zu schämen. Er reiste durch das Land und fand unter anderem den Wald seiner Kindheit zerstört vor. Nachran begann sich für den Erhalt der Regenwälder einzusetzen, schrieb als Journalist Artikel gegen die Waldzerstörung und stellte Nachforschungen gegen illegale Holzfäller und -händler an. Mehrfach erhielt er Morddrohungen. Im November 2001 konnte er bewirken, dass Schiffe mit 54.000 Kubikmetern illegal geschlagenem Holz beschlagnahmt wurden.
20 Tage später wurde Abi Kusno Nachran in Pangkalanbun von 20 Männern mit Buschmessern überfallen und schwer verletzt. Als er in einer Blutlache am Boden lag, hielt man ihn für tot und wollte ihn in eine Leichenhalle bringen. Durch Bewegen einer Zehe am linken Fuß konnte Nachran jedoch das Leichentuch wegziehen und den Beweis seiner Lebendigkeit erbringen. Er wurde daraufhin in ein Krankenhaus gebracht. Der indonesische Arzt, der ihn behandelte, hatte in Hamburg studiert und erreichte, dass Abi Kusno Nachran dort operiert werden konnte. Um die 15.000 Euro für die Behandlung zu erbringen, verkaufte Nachran sein Grundstück; Spender kamen für den restlichen Betrag auf, und das Krankenhaus verzichtete auf einen Teil des Honorars. Auch nach der Operation blieb Nachran schwer von seinen Verletzungen gezeichnet.
In der ZDF-Sendung Frontal21 vom 14. Januar 2003 sagte Abi Kusno Nachran über den Mordversuch: „Der Holzmarkt in Indonesien ist ein schmutziges Geschäft. Die Holzmafia besorgt gefälschte Dokumente, besticht die Polizei, um mit dem Export von Tropenholz den großen Reibach zu machen. Wegen meiner Recherchen wurden Schiffe der Holzmafia beschlagnahmt. Das war der Mafia zu viel. Schon seit Jahren haben sie mich bedroht. Dieses Mal wollten sie, dass ich für immer verschwinde.“ 
Nachran setzte seinen Kampf fort und wurde Abgeordneter im indonesischen Parlament in Jakarta. 2003 reiste er erneut nach Deutschland, um den Dr.-Götze-Geo-Preis (Umweltpreis von Hamburger Schülern) in Empfang zu nehmen.
Ende Juli 2006 starb Abi Kusno Nachran infolge eines Verkehrsunfalls.